# SP Aurora
SP Aurora – sanmaryński klub piłkarski z siedzibą w Santa Mustiola. Klub działał w latach 1968–1987.

## Historia
Klub został założony w 1968. W 1985 klub przystąpił do premierowego sezonu ligi San Marino. Aurora zajęła w rozgrywkach 14. miejsce i spadła z ligi. Rok później w 1987 klub rozwiązano.

## Sukcesy
- 1 sezon w Campionato Sammarinese: 1985-1986.

## Sezony w Campionato Sammarinese
| Sezon   | Uzyskane Miejsce |
| ------- | ---------------- |
| 1985-86 | 14 (spadek)      |